# Ernst von Prittwitz und Gaffron
Ernst Hermann von Prittwitz und Gaffron (ur. 2 kwietnia 1856 w Dreźnie, zm. 18 listopada 1925 w Sobieszowie) – urzędnik hutniczy w zakładach spółki Georg von Giesches Erben w Roździeniu, jeden z czołowych działaczy, który przyczynił się do wybudowania kościoła ewangelicko-augsburskiego Zbawiciela w Roździeniu i powstania tamże parafii.

## Życiorys
Urodził się w wysoko postawionej rodzinie szlacheckiej. Jego ojciec Moritz von Prittwitz und Gaffron (1819–1888), był pruskim sędzią, pełnił funkcję starosty powiatowego (landrata) w powiecie Nimptsch (Niemcza) prowincji śląskiej oraz powiatu Ohlau (Oława). Miał 9-cioro rodzeństwa z którego 5 zmarła w młodym wieku.
W czasach gimnazjalnych uległ ciężkiemu wypadkowi. Powracał do zdrowia i uczył się w zakładach diakonijnych Rauhes Haus w Hamburgu i u joannitów (Johannesstift) w Berlinie, gdzie ukształtowała się jego duchowość. Postanowił poświęcić swoje życie dla innych ludzi i pracować na rzecz dobroczynności.
W latach 80. XIX wieku przybył do Roździenia, gdzie objął posadę urzędnika hutniczego w hucie ołowiu Walter Croneck wchodzącej wówczas w skład zakładów spółki Georg von Giesches Erben w Roździeniu. Zamieszkał w domu przy Luisenstraße 17 (dziś ul. gen. J. Hallera) w Burowcu. W nowym miejscu pracy i zamieszkania zwrócił szczególną uwagę na potrzeby społeczności ewangelickiej. Chciał, aby ich poziom życia, kultura i pobożność wzrastały. Był głównym inicjatorem budowy kościoła ewangelicko-augsburskiego Zbawiciela w Roździeniu, a następnie plebanii i domu parafialnego oraz powstania parafii. Ernst von Prittwitz poświęcił swoje życie dla Kościoła ewangelickiego na Górnym Śląsku i współwyznawców nie tylko na terenie Szopienic i Roździenia, ale i innych okolicznych miejscowości. Sam żył bardzo skromnie, a dużą część stosunkowo niewielkich dochodów przeznaczał na cele charytatywne.
W 1913 przeszedł na emeryturę. Borykał się ze schorzeniami przewodu pokarmowego. Po kilku latach wyprowadził się z Roździenia i zamieszkał u siostry w Sobieszowie. Pod koniec życia znalazł się w szpitalu. Wciąż pamiętał o Górnym Śląsku. Zmarł 18 listopada 1925 w wieku 69 lat. Jego pogrzeb odbył się 23 listopada 1925 przy udziale duchowieństwa z parafii ewangelickich z Górnego Śląska, w których działalność się angażował. Został pochowany na nieistniejącym cmentarzu ewangelickim w Cieplicach. Krótko przed śmiercią pisał w zakończeniu jednego z listów do parafii w Hołdunowie: Żyję i umieram dla Hołdunowa, Mysłowic i Roździenia.

## Zaangażowanie na rzecz Kościoła ewangelickiego na Górnym Śląsku

### Roździeń

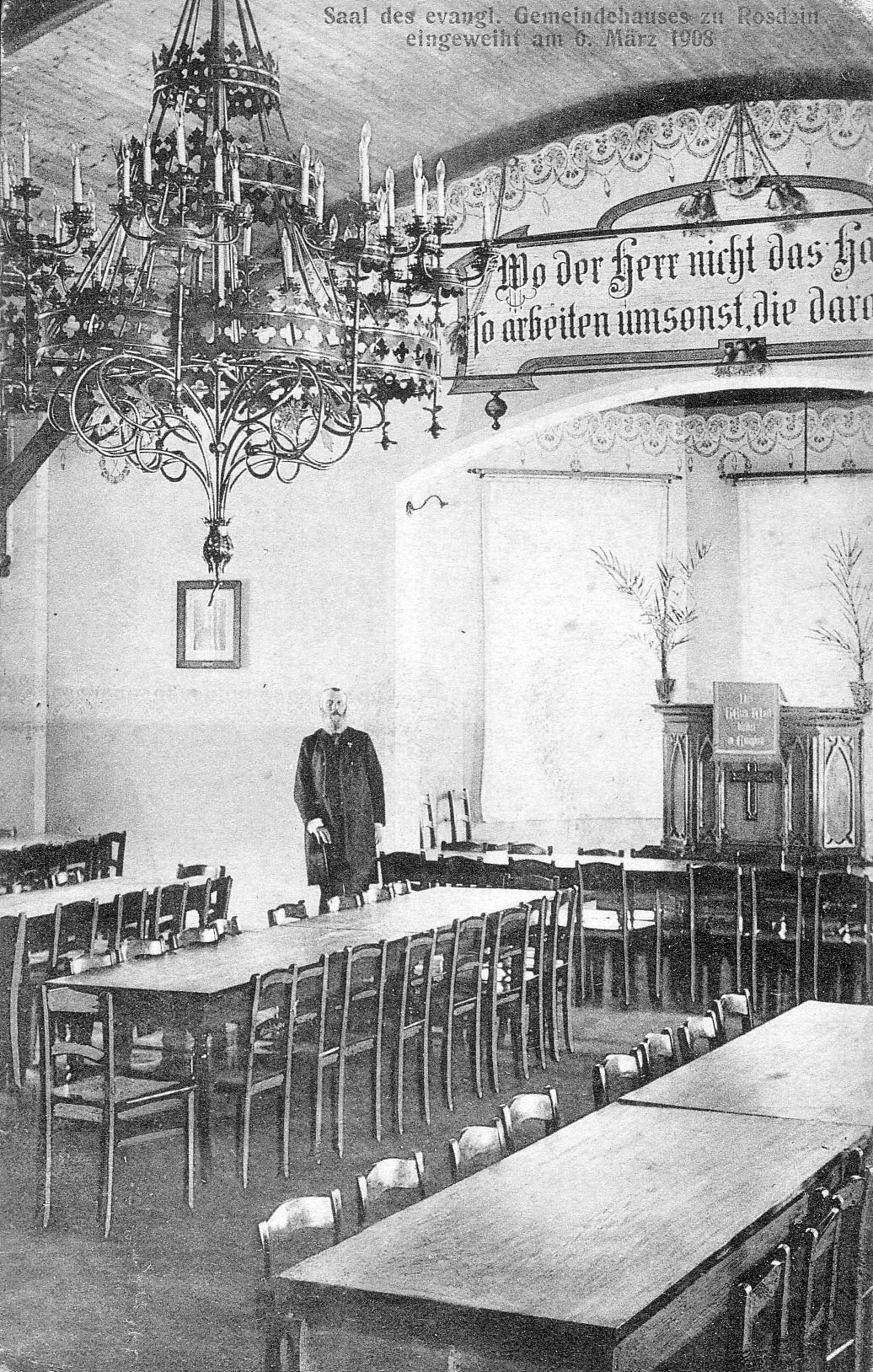
Ernst von Prittwitz und Gaffron w ewangelickim domu parafialnym w Roździeniu

Największą zbiórkę, którą przeprowadził Prittwitz było wsparcie budowy kościoła Zbawiciela. Dzięki licznym koneksjom rodzinnym docierał do darczyńców, wysyłając pisane wieczorami lisy z prośbami o wsparcie budowy świątyni. Bywało, że na pocztę w Roździeniu przynosił 300 listów, które następnie były rozsyłane po całym państwie pruskim. W ten sposób przez 10 lat udało mu się zebrać 65 tys. marek, których dotarcie do Roździenia skrupulatnie notował w księgach rachunkowych. Pozyskał wielu ofiarodawców, którzy wsparli budowę finansowo, bądź też ofiarowali elementy wyposażenia kościoła: ołtarz przekazała cesarzowa Augusta Wiktoria, organy firmy Heinrich Schlag ze Świdnicy hrabia Franz Hubert von Tiele-Winckler, żyrandole, kinkiety oraz krzyż na wieży wykonał w darze mistrz blacharski Julius Vogel. Kościół poświęcono 6 marca 1901 roku. Po wybudowaniu był inicjatorem powstania stacji diakonijnej w której wsparcie mogli otrzymać niezamożni członkowie parafii. W niedługim okresie rozpoczął zbiórkę na wybudowanie plebanii i domu parafialnego. W 1906 roku z dobrowolnych zbiórek udało mu się zebrać 16 tys. marek, które pozwoliły na rozpoczęcie budowy.

### Bieruń Nowy
Prittwitz zaangażował się w budowę kaplicy w Nowym Bieruniu, gdzie pozyskał fundatorów do wykończenia i wyposażenia kaplicy, zakupu naczyń komunijnych, świeczników, ozdób i wyposażenia zakrystii. Wielokrotnie uczestniczył w odbywających się tam nabożeństwach. Ciężko przeżył informacje, że po zakończeniu I wojny światowej zaprzestano odprawiania tam ewangelickich nabożeństw, a budynek sprzedano powstającej parafii katolickiej.

### Hołdunów
W Hołdunowie funkcjonował dom dziecka Martineum prowadzony przez ewangelickie siostry diakonise, które opiekowały się 25 osieroconymi chłopcami. Ernst von Prittwitz odwiedzał to miejsce przywożąc drobne upominki dla jego podopiecznych. Dzięki jego zaangażowaniu w ciężkich latach więcej niż połowa wszystkich przychodów uzyskiwana była dzięki jego zapobiegliwości i kontaktom. Był jednym z najbardziej zasłużonych darczyńców.

### Mysłowice
Był przyjacielem parafii ewangelickiej w Mysłowicach, będącej parafią-matką dla jego miejscowej parafii. W Mysłowicach szczególnie wspierał działania charytatywne prowadzone przez stację diakonijną, dla której pozyskiwał pieniądze lub też sam dokładał się do jej utrzymania.

### Ojciec chrzestny
Z powodu biedy pod koniec XIX wieku w wielodzietnych rodzinach występowały problemy ze znalezieniem rodziców chrzestnych dla kolejnych dzieci. W księgach chrztów parafii ewangelickiej w Roździeniu i Mysłowicach Ernst Prittwitz pojawia się jako ojciec chrzestny prawie 70 dzieci. Nie była to czysta formalność, bowiem Prittwitz traktował ten obowiązek poważnie i przez długie lata pamiętał o swoich chrześniakach.

### Bratnia Pomoc im. Gustawa Adolfa
Był zaangażowany w działalność stowarzyszenia Bratniej Pomocy im. Gustawa Adolfa, które niosło pomoc materialną dla diasporalnych parafii ewangelickich. Regularnie uczestniczył w zjazdach tej organizacji przedstawiając potrzeby górnośląskich ewangelików.

## Upamiętnienie

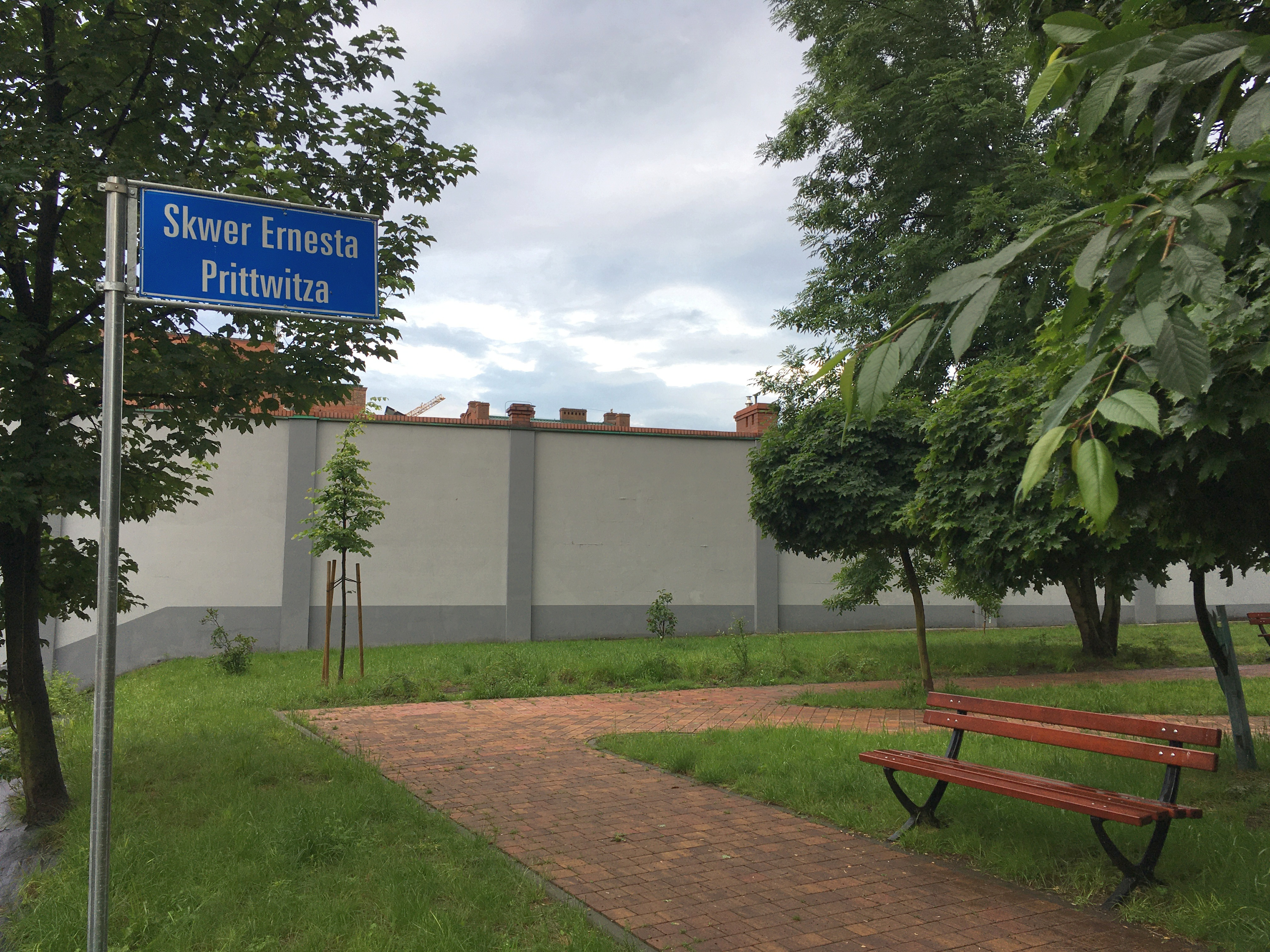
Skwer Ernesta Prittwitza w Szopienicach

W 1926 z okazji 25-lecia kościoła w Roździeniu wspominano ludzi, którzy położyli duże zasługi dla budowy kościoła. Na pierwszym miejscu znalazła się osoba Ernsta von Prittwitza. W tym samym roku wspomnienie o nim zamieściło kościelne czasopismo Kirche und Heimat.
W ramach projektu Twój przodek w ulicznej galerii od 2015 Ernst von Prittwitz und Gaffron spogląda w Szopienicach na kościół rzymskokatolicki św. Jadwigi Śląskiej z fotografii znajdującej się w domu przy ul. Wiosny Ludów 5. Celem akcji jest ożywienie kamienicy i przypomnienie o mieszkańcach, którzy tworzyli niegdyś historię tej miejscowości.
W 2017 z okazji jubileuszu 500-lecia reformacji w kościele Zbawiciela w Katowicach-Szopienicach otwarto wystawę Ewangelicy w Roździeniu i Szopienicach, która prezentuje dzieje parafii. Przedstawiono na niej postać Ernsta von Prittwitza.
W 2019 na podstawie uchwały XIII/286/19 Rady Miasta Katowice z dnia 24 października 2019 nadano placowi położonemu w Katowicach w rejonie ulicy Obrońców Westerplatte nazwę Skwer Ernesta Pritwittza. Teren ten znajduje się w bezpośrednim sąsiedztwie kościoła Zbawiciela i parafii, o którą przed laty troszczył się Prittwitz.

## Literatura
- Kirche und Heimat, 1926, Jg. 10, nr 23, 24.
- Wspomnienia Adolfa, Augustyna, /Antoniego/ Wieczorka, Archiwum Parafii Ewangelickiej w Katowicach-Szopienicach.
- Alojzy Lysko: Słownik biograficzny Ziemi Pszczyńskiej, Pszczyna 1994.
- Dzieło łaski Boga. Diecezja Katowicka Kościoła Ewangelicko-Augsburskiego w RP (historia i współczesność), Głos Życia, Katowice 2003.
- Michał Dzióbek: Ewangelicy w Katowicach. Przewodnik, Muzeum Historii Katowic, Katowice 2017.
- Załącznik Nr 2 do uchwały Nr XIII/286/19 Rady Miasta Katowice z dnia 24 października 2019.
- Miesięcznik Roździeński nr 2/2019, Fundacja z Pasją, Katowice 2019.